# جون فيليبس (ممثل)
جون فيليبس (بالإنجليزية: John Phillips)‏ هو ضابط وممثل بريطاني (وحمل سابقاً جنسية المملكة المتحدة لبريطانيا العظمى وأيرلندا)، ولد في 20 يوليو 1914 ببرمنغهام في المملكة المتحدة، وتوفي في 11 مايو 1995 في المملكة المتحدة. من الجوائز التي نالها الصليب العسكري.

## أعمال

### أفلام
- (1964) بيكيت

## جوائز
- الصليب العسكري

## وصلات خارجية
- جون فيليبس على موقع IMDb (الإنجليزية)
- جون فيليبس على موقع أول موفي (الإنجليزية)
- جون فيليبس على موقع قاعدة بيانات الأفلام السويدية (السويدية)
- جون فيليبس على موقع قاعدة بيانات الفيلم (الإنجليزية)
- جون فيليبس على موقع كينوبويسك (الروسية)